# Ангел Александров
Ангел Василев Александров е български юрист, директор на Националната следствена служба от 2004 до 2009 г.

## Биография
Роден е на 27 декември 1949 г. в Дупница. През 1974 г. завършва Юридическия факултет на Софийския университет. От 13 февруари 1975 г. работи в Софийското градско управление на МВР по линия на Държавна сигурност. От 25 ноември 1983 г. е преназначен в първи отдел на Главното следствено управление с чин капитан. От 1 юли 1987 г. е главен следовател във 2 отдел на управлението. През 1989 г. е преназначен за главен следовател в 4 отдел, на който пред 1990 става заместник-началник. През 1992 г. е началник на Икономическия отдел на Главното следствено управление и предупреждава за предстоящите фалити на банките. От 12 февруари 1997 до 2007 г. е член на Висшия съдебен съвет. На 13 февруари 2004 г. е назначен за директор на Националната следствена служба до 27 юни 2007 г. Пенсионира се през 2015 г. Умира на 16 април 2018 г. в София.